# Nava Starr
Nava Starr, nata Nava Shterenberg (Riga, 4 aprile 1949), è una scacchista canadese.
Nata in Lettonia, nei primi anni '70 si trasferì in Canada, stabilendosi a Toronto. Acquisì il cognome Starr dopo aver sposato Sasha Starr, con il quale ha avuto una figlia, Regina.
Nel 1978 la FIDE le ha attribuito il titolo di Maestro internazionale femminile.

## Principali risultati
Dal 1978 al 2001 ha vinto otto volte il campionato canadese femminile (record del campionato).
Dal 1976 al 2014 ha partecipato con la nazionale canadese femminile a 13 olimpiadi degli scacchi (10 volte in 1ª scacchiera), ottenendo complessivamente il 63,9% dei punti (+73 =42 –32). Nelle olimpiadi di Haifa 1976 ha vinto la medaglia d'argento in 2ª scacchiera.
Ha partecipato a sei tornei interzonali femminili (Alicante 1979, Bad Kissingen 1982, L'Avana 1985, Kuala Lumpur 1990, Giakarta 1993 e Mosca 2000).
Nel campionato del mondo femminile del 2001 a Mosca (vinto dalla cinese Zhu Chen) ha perso nel primo turno contro Corina Peptan.